# Protokol o teškim metalima
Protokol o teškim metalima uz Konvenciju o dalekosežnom prekograničnom planu o aero zagađivanju, usvojen je u Orhusu, Danskoj 1998. Od 2004. godine Konvencija je imala 36 potpisnika. Od 2016. godine postoji 35 potpisnica i 33 stranka, bez potpisnice koja se nije uključila od 1998. godine. Protokol se bavi smanjenjem emisije kadmijuma, olova i žive, u cilju zaštite životne sredine. Izmene Protokola 2012. godine dogovoreno je da se uvede stroža granica emisije koje još uvek nisu na snazi.